# HNK Rijeka
HNK Rijeka je hrvaški nogometni klub iz Reke

## Zgodovina
Nogometni klub je bil ustanovljen leta 1906 pod imenom »Club Sportivo Olimpia«. Klub se je januarja 1918 preimenoval v Olympia, leta 1926 pa v Fiumana pod pritiskom novega italijanskega fašističnega režima in leta 1946 v času jugoslovanske vojaške uprave mesta spet v SD/SS Kvarner.Quarnero  Ko je mesto uradno postalo del Jugoslavije in je bil dvojezičnost mesta ukinjena, vlasti so klub znova preimenovali, tokrat v ime NK Rijeka. Klub je sodeloval v različnih tekmovanjih v SFRJ. Klub se je prebil v 1. jugoslovansko ligo v sezoni 1967/68. V sezoni 1969/70 je klub padel nazaj v takratno drugo ligo. Kljub uspešnosti, je povratek nazaj v najvišjo ligo trajal do sezone 1973/74. Klub je v prvi ligi ostal do razpada Jugoslavije. Leta 1986 so klub znova preimenovali v končno ime Hrvatski nogometni klub RRijeka
NK Rijeka je osvojila pokal Jugoslavije dvakrat, leta 1978 in 1979, bila je poražena v finalu 1987 in je osvojila Hrvaški pokal leta 2005, 2006 ter 2014, večkrat je tudi nastopala v različnih tekmovanjih UEFA-e, a precej brezuspešno.
V sezoni 2013/14 pa jim je končno uspel podvig pod vodstvom Matjaža Keka ter preboj v skupinski del Lige Europa. Prvi naslov hrvaškega prvaka je Rijeka osvojila v sezoni 2016/17.
NK Rijeka igra v 1. hrvaški ligi od osamosvojitve Hrvaške.

## Igrišče
HNK Rijeka domače tekme igra na igrišču oz. Stadionu Kantrida.

## Klubski uspehi
- 2 krat zmagovalci Jugoslovanskega nogometnega pokala (1978, 1979)
- 1 krat finalisti Jugoslovanskega nogometnega pokala (1987)
- 3 krat zmagovalci Hrvaškega nogometnega pokala (2005, 2006, 2014)
- 1 krat finalisti Hrvaškega nogometnega pokala (1994)
- 1 krat zmagovalci Hrvaškega nogometnega superpokala (2014)
- 2 krat finalisti Hrvaškega nogometnega superpokala (2005, 2006)
- 3 krat najboljši klub s področja današnje Hrvaške v Jugoslovanski 1. ligi (1965, 1984, 1987)
- 7 krat drugi najboljši klub s področja današnje Hrvaške v Jugoslovanski 1. ligi
- 1 krat zmagovalci Hrvaške nogometne lige (2017)

## Znani igralci
- Josip Skoblar
- Mladen Mladenović
- Dubravko Pavličić
- Mauro Ravnić
- Danijel Šarić
- Davor Vugrinec
- Damir Desnica
- Elvis Brajković
- Nenad Gračan
- Saša Peršon
- Mario Tokić
- Boško Balaban
- Barnabas Stipanovics
- Janko Janković
- Matjaž Florjančič
- Adrijan Fegic
- Fredi Bobic
- Dumitru Mitu
- Elvir Bolić
- Igor Budan
- Dario Knežević
- Rodolfo Volk

## Navijači
Navijači so znani pod imenom Armada Rijeka.